# Cyberloafing
Cyberloafing oder Cyberslacking ist die Nutzung des vom Arbeitgeber bereitgestellten Internet-Zugangs zur privaten Informationsbeschaffung, privater E-Mail oder anderer Online-Kommunikation während der Arbeitszeit. Ist die private Tätigkeit nicht Internet-bezogen, wird auch von Goldbricking gesprochen. 

## Allgemeines
1999 wurde in einem Bericht geschätzt, dass Cyberloafing die US-Arbeitgeber jährlich rund eine Milliarde US-Dollar kostet. Die Fälle nahmen deutlich zu, als Breitband-Internetverbindungen an Arbeitsplätzen alltäglich wurden; zuvor war es wegen langsamer Geschwindigkeit der Verbindungen weniger attraktiv, im Internet zu surfen. Viele Unternehmen setzen Überwachungssoftware ein, um die Internetaktivitäten der Mitarbeiter zu verfolgen, um die Haftung zu begrenzen und die Produktivität zu verbessern. Eine andere Methode zur Reduzierung von Cyberloafing ist die Installation eines Proxyservers, um bestimmte Internetseiten zu blockieren.
Ende Februar 2013 wurde das Thema breiter bekannt, als Yahoo die Telearbeit verbot, weil festgestellt wurde, dass sich die Mitarbeiter zu selten beim Unternehmens-VPN anmelden.

## Alternative Ansichten
Untersuchungen haben ergeben, dass die Erlaubnis der Mitarbeiter, Computer für den persönlichen Gebrauch zu nutzen, die Produktivität tatsächlich erhöhen kann. Eine Studie der National University of Singapore mit dem Titel „Auswirkungen von Cyberloafing auf das psychologische Engagement“ kam zu dem Schluss, dass die Nutzung des Internets für den persönlichen Gebrauch dem gleichen Zweck dient wie eine Kaffeepause und den Arbeitnehmern half, sich zu konzentrieren und engagiert zu bleiben.